# Caladenia pumila
Caladenia pumila là một loài thực vật có hoa trong họ Lan. Loài này được R.S.Rogers mô tả khoa học đầu tiên năm 1922.